# Korpigens eventyr
Korpigens eventyr er en amerikansk stumfilm fra 1920 af Sidney Franklin.

## Medvirkende
- Constance Talmadge
- Conway Tearle
- Reginald Mason
- George Fawcett
- Templar Saxe
- William Frederic
- Tom Cameron